# Dubravko Detoni
Dubravko Detoni (født 22. februar 1937 i Križevci, Kroatien) er en kroatisk komponist, pianist og forfatter.
Detoni studerede komposition og klaver på Musikkonservatoriet i Zagreb, og senere komposition i Siena og Warsawa hos Witold Lutoslawski, i Darmstadt hos Karlheinz Stockhausen og György Ligeti, og senere i Paris hos John Cage. Han har skrevet over hundrede værker i alle genre. Detoni hører til modernisterne i klassisk kroatisk musik, og er blevet spillet på mange internationale festivaler rundt omkring i Verden. Han dannede det moderne ensemble "ACEZANTEZ", hvor han selv spiller klaver, og som har turneret rundt omkring i Europa, Asien og USA. Han har skrevet en symfoni, orkesterværker, elektronisk musik, kammermusik, klaverstykker, orgelstykker, korværker etc.

## Udvalgte værker
- Symfoni - for orgel, kammerorkester, kor, orkester og elektronik
- "Det vidunderlige Uhyrer af Tiden - for orkester
- "Dramatisk Prolog" - for orkester
- "Ni Scener fra Daniels Drøm" - for orkester